# Sciponacris yubinetensis
Sciponacris yubinetensis är en insektsart som beskrevs av Christiane Amédégnato 1985. Sciponacris yubinetensis ingår i släktet Sciponacris och familjen gräshoppor. Inga underarter finns listade i Catalogue of Life.